# Geheimgefängnisse in China
Geheimgefängnisse in China (chinesisch:  黑监獄; englisch: Black Jail) oder auch „Schwarze Gefängnisse“ genannt, sind meist ein Netzwerk von Gefangenenlagern, deren Aktivitäten, Standorte oder auch Namen der Öffentlichkeit vorenthalten werden und nicht von dafür vorgesehenen Justizbehörden kontrolliert werden. (siehe: Geheimgefängnis)
Seit 2003 ist bekannt, dass regelmäßig chinesische Staatsbürger durch Regierungsbeauftragte in Geheimgefängnisse der Volksrepublik China entführt werden. Bei diesen Gefängnissen handelt es sich meist um staatliche Psychiatrien, Pflegeheime, Lagerhallen oder Gasthäuser. Da diese Gefängnisse nicht von außerstaatlichen Justizen kontrolliert werden, machen diese Gefängnisse Platz für illegale Verhör- und Bestrafungsmethoden, wie beispielsweise Folter und widerrechtliche Lebensbedingungen.
Unter den Betroffenen sind beispielsweise Petitionssteller, die sich gegen Landenteignungen, Korruption oder Missbräuche, durchgeführt von Polizeibeamten, wehren, aber auch Anwälte, wie zum Beispiel der Menschenrechtsanwalt Gao Zhisheng. Damit soll verhindert werden, dass sie sich bei der Regierung beschweren, Demonstrationen beginnen oder sich dem Willen der kommunistischen Partei widersetzen. Gleichzeitig nutzt die Zentrale Disziplinarkommission der Kommunistischen Partei Chinas diese Geheimgefängnisse für ihre Verhöre und Gefangennahmen von Parteifunktionären mit der Begründung, Korruption zu bekämpfen.
Unter den Inhaftierten sollen sich auch Kinder und Jugendliche unter 18 Jahren befinden.

## Zustände in den Gefängnissen
Amnesty International rechnet damit, dass Folter und Misshandlungen keine Seltenheit in Chinas Geheimgefängnissen sind. Laut Zeugenaussagen müssen die Inhaftierten unter anderem brutale Schläge und Tritte, Misshandlungen mit Elektrostäben oder Messern, erzwungene Schlaf- und Nahrungsentzüge, Diebstahl, Vergewaltigungen und schwere Demütigungen über sich ergehen lassen, wobei ihnen sowohl polizeiliche Hilfe als auch ärztliche Versorgung verwehrt werden.
Laut einem Bericht von Human Rights Watch verdienen die Gefängniswärter an einem Inhaftierten 150 bis 300 Yuan (etwa 17 bis 33 Euro) pro Tag.
2010 berichteten Chinas Medien zum ersten Mal über die Existenz eines Schwarzen Gefängnisses in Peking sowie die dort vorgekommene Vergewaltigung an einer Gefangenen. Allerdings wird die Existenz der illegalen Haftanstalten von Chinas Regierung bislang verleugnet.